# Moldauisch-osttimoresische Beziehungen
Die moldauisch-osttimoresischen Beziehungen beschreiben das zwischenstaatliche Verhältnis der Republik Moldau und Osttimor.

## Diplomatie
Die beiden Staaten verfügen über keine diplomatische Vertretungen im jeweils anderen Land. Die offizielle Aufnahme von diplomatischen Beziehungen war für 2018 geplant.

## Wirtschaft
Für 2018 gibt das Statistische Amt Osttimors keine Handelsbeziehungen zwischen Osttimor und Moldau an.

## Einreisebestimmungen
Osttimoresen benötigen für die Einreise in die Republik Moldau seit 2018 kein Visum mehr.

## Sport
Ab Februar 2018 war der Moldauer Iurie Arcan Trainer des osttimoresischen Erstligateams Karketu Dili.